# Ding Dong Merrily on High
"Ding Dong Merrily on High" er en julesang. Melodien optrådte først som en sekulær dansemelodi med titlen "Branle de l'Official" i Orchésographie, der var en dansebog skrevet af Jehan Tabourot (1519–1593). Teksten blev skrevet af den britiske komponist George Ratcliffe Woodward (1848–1934), og sangen blev udgivet første gang i 1924 i hans bog The Cambridge Carol-Book: Being Fifty-two Songs for Christmas, Easter, And Other Seasons. 
Woodward havde interesse i kirkeklokker ringen. Woodward skrev adskillige salmebøgger inklusive Songs of Syon og The Cowley Carol Book. Den makaroniske stil, med tekst på flere sprog, er karakteristisk ved Woodward, der var fascineret af arkæisk poesi. Komponisten Charles Wood harmoniserede melodien, da den blev udgivet med Woodwards tekst i The Cambridge Carol Book. 
I nyere tid har Sir David Willcocks lavet et arrangement til den anden bog af Carols for Choirs.
Sangen er særligt kendt for sin latinske tekst:
| Citat | Gloria, Hosanna in excelsis! [Ære! Hosianna i det højeste!] | Citat |
|       |                                                             |       |

hvor vokallyden "o" i "Gloria" bliver holdt flydende i en lang stigende og faldende melistisk melodisekvens.

## Indspilninger
Nummeret er indspillet af en række kunstnere, primært på julealbums
- Blackmore's Nights album Winter Carols fra 2006
- Celtic Womans album A Christmas Celebration fra 2006 og The Best of Christmas fra 2017
- Charlotte Church' album Dream a Dream fra 2000
- Cherish the Ladies' album On Christmas Night fra 2004
- Choir of King's College, Cambridge album 100 Years of Nine Lessons and Carols fra 2018
- Linda Brava' album Angels fra 2010
- Maddy Priors album A Tapestry of Carols fra 1987
- The Chieftains' album The Bells of Dublin fra 1991
- The Wiggles' album Wiggly, Wiggly Christmas fra 1996